# رونی گودلاس
رونی گودلاس (انگلیسی: Ronny Goodlass؛ زادهٔ ۶ سپتامبر ۱۹۵۳) بازیکن فوتبال اهل بریتانیا است.
از باشگاه‌هایی که در آن بازی کرده‌است می‌توان به باشگاه فوتبال ادو دن هاخ، باشگاه فوتبال ترانمره راورز، باشگاه فوتبال فولام، باشگاه فوتبال اسکانتورپ یونایتد، باشگاه فوتبال بارو، باشگاه فوتبال ناک بردا، و باشگاه فوتبال اورتون اشاره کرد.